# Теория Дебая — Хюккеля
Тео́рия си́льных электроли́тов Деба́я — Хю́ккеля — предложенная Петером Дебаем и Эрихом Хюккелем в 1923 году статистическая теория плазмы и разбавленных растворов сильных электролитов, согласно которой каждый ион действием своего электрического заряда поляризует окружение и образует вокруг себя некоторое преобладание ионов противоположного знака — так называемое ионное облако.
Рассмотрим применение метода Дебая — Хюккеля к системе, состоящей из полностью ионизированного газа в некоторой внешней среде, влияние которой предлагается учесть макроскопически через её диэлектрическую проницаемость {\displaystyle \varepsilon }. Такое приближение позволяет также применить данный метод и к разбавленным растворам сильных электролитов

## Предположения теории
В теории Дебая — Хюккеля полностью ионизированного газа ион принимается за точечный заряд. При этом газ считается электронейтральным как целое. Обозначая валентность частицы некоторой сортности {\displaystyle a} через {\displaystyle \xi _{a}=\pm 1,\,\pm 2,\,\ldots }, а через {\displaystyle e_{0}} элементарный заряд, запишем условие электронейтральности:
{\displaystyle \sum \limits _{a}\xi _{a}n_{a0}=0.}
Здесь {\displaystyle n_{a0}\equiv {\frac {N_{a}}{V}}} — средняя концентрация частиц сортности {\displaystyle a}.
Ещё одно допущение теории Дебая — Хюккеля состоит в том, что газ предполагается достаточно разреженным, чтобы выполнялось условие
{\displaystyle {\frac {e_{0}^{2}}{\varepsilon {\overline {r}}kT}}\sim {\frac {e_{0}^{2}n^{1/3}}{\varepsilon kT}}\ll 1.}
Это суть есть требование малости средней энергии кулоновского взаимодействия 2 частиц {\displaystyle \sim {\frac {e_{0}^{2}}{\varepsilon {\overline {r}}}}} по сравнению с их средней кинетической энергией {\displaystyle \sim kT}
Наконец, предполагается, что каждая частица сортности {\displaystyle a} создаёт вокруг себя в среднем сферически симметричное "ионное облако" из остальных зарядов.

## Метод Дебая — Хюккеля
Из предположения об «ионном облаке» вокруг каждой частицы сортности {\displaystyle a} следует, что плотность распределения частиц сортности {\displaystyle b} и результирующий потенциал {\displaystyle \Phi } будут функциями расстояния до центра облака {\displaystyle r}.
Далее, рассмотрим произвольную частицу из облака. По сделанному предположению об энергиях, можно пренебречь влиянием этой частицы на распределение остальных частиц в облаке. Для неё {\displaystyle \Phi e_{0}\xi _{b}} будет внешним полем, а значит, пользуясь распределением Больцмана, можно записать
{\displaystyle n_{b}=n_{b0}\cdot \exp {\left({\frac {-\Phi e_{0}\xi _{b}}{kT}}\right)}.}
Для связи {\displaystyle \Phi } и заряда в облаке {\displaystyle \sum \limits _{b}e_{0}\xi _{b}n_{b}} используем электростатическое уравнение Пуассона.
{\displaystyle {\frac {1}{r}}{\frac {\partial ^{2}}{\partial r^{2}}}\left(r\Phi \right)={\frac {-4\pi }{\varepsilon }}\cdot e_{0}\cdot \sum \limits _{b}\xi _{b}n_{b}.}
Отметим, что данное уравнение написано для области {\displaystyle r\geqslant r_{0}}, где через {\displaystyle r_{0}} обозначено наименьшее возможное расстояние между частицами (оно конечно ввиду наличия короткодействующих отталкивающих сил).
Совмещаем уравнение Пуассона и распределение {\displaystyle n_{b}}
{\displaystyle {\frac {1}{r}}{\frac {\partial ^{2}}{\partial r^{2}}}\left(r\Phi \right)=-{\frac {4\pi }{\varepsilon }}\cdot e_{0}\cdot \sum \limits _{b}\xi _{b}n_{b0}\exp {\left({\frac {-\xi _{b}\Phi }{kT}}\right)}.}
Данное уравнение носит название уравнения Пуассона — Больцмана.
Разложим экспоненту в ряд по степеням показателя и, сохраняя первые два члена разложения, с учётом условия электронейтральности, запишем:
{\displaystyle n_{b}=n_{b0}-n_{b0}\xi _{b}{\frac {e_{0}\Phi }{kT}},}
{\displaystyle {\frac {1}{r}}{\frac {\partial ^{2}}{\partial r^{2}}}\left(r\Phi \right)=\varkappa ^{2}\Phi ,\quad \varkappa =\left[{\frac {4\pi e_{0}^{2}}{\varepsilon kT}}\sum \limits _{b}n_{b0}\xi _{b}^{2}\right]^{1/2}.}
Оба линейно независимых решения второго уравнения известны: это {\displaystyle \Phi =C{\frac {1}{r}}\exp {\left(-\varkappa r\right)}\ } и {\displaystyle \ \Phi =C_{1}{\frac {1}{r}}\exp {\left(\varkappa r\right)}}. При этом второе выражение не имеет смысла, так как при {\displaystyle r\to \infty } также стремится к бесконечности.
Константу {\displaystyle C} можно найти из условия непрерывности нормальной составляющей электрической индукции на поверхности {\displaystyle r=r_{0}}, внутри которой она полностью определяется зарядом {\displaystyle \xi _{a}e_{0}}, а снаружи — потенциалом {\displaystyle \Phi }. Сшивая выражения для индукции на границе, находим
{\displaystyle \Phi ={\frac {\xi _{a}e_{0}}{\varepsilon (1+\varkappa r_{0})}}\cdot {\frac {\exp {[-\varkappa (r-r_{0})]}}{r}}.}
Для плотности частиц в «ионном облаке» это даёт
{\displaystyle n_{b}=n_{b0}\left[1-{\frac {\xi _{b}\xi _{a}}{kT\varepsilon (1+\varkappa r_{0})}}\cdot e_{0}^{2}\cdot {\frac {1}{r}}\exp {\left(-\varkappa (r-r_{0})\right)}\right].}
Величину {\displaystyle r_{D}\equiv {\frac {1}{\varkappa }}={\sqrt {\frac {\varepsilon kT}{4\pi e_{0}^{2}\sum \limits _{b}n_{b0}\xi _{b}^{2}}}}}, стоящую в показателе экспоненты, называют также радиусом Дебая — Хюккеля.

## Результаты и следствия
Видно, что на расстоянии {\displaystyle r_{D}} от центра величины {\displaystyle \Phi } и {\displaystyle (n_{b}-n_{b0})} практически исчезают, а значит, исчезают как взаимодействия между частицами, так и корреляции между ними. Соответственно, радиус Дебая-Хюккеля можно также рассматривать как корреляционный радиус и как радиус взаимодействия.
Чтобы понять, велик ли {\displaystyle r_{D}}, рассмотрим отношение кубов {\displaystyle r_{D}} и {\displaystyle {\overline {r}}}:
{\displaystyle {\frac {r_{D}^{3}}{{\overline {r}}^{3}}}\sim nr_{D}^{3}\sim \left({\frac {nr_{D}^{2}}{n^{1/3}}}\right)^{3/2}\sim \left({\frac {\varepsilon kT{\overline {r}}}{e_{0}^{2}}}\right)^{3/2}\gg 1.}
Таким образом, {\displaystyle r_{D}\gg {\overline {r}}}, а значит, в сфере радиусом {\displaystyle r=r_{D}} (сфере корреляции) находится большинство частиц.
В теории газов с короткодействующими силами малым безразмерным параметром является  {\displaystyle nr_{0}^{3}}. При разрежении газа {\displaystyle nr_{0}^{3}\to 0}, корреляции между частицами исчезают. В случае же газа с дальнодействующими электростатическими силами малым параметром служит величина {\displaystyle (nr_{D}^{3})^{-1}}, называемая плазменным параметром. Видно, что при разряжении такого газа {\displaystyle nr_{D}^{3}\to 0}, однако при этом отношение {\displaystyle r_{D}/{\overline {r}}} растёт. Это означает, что при {\displaystyle {\frac {1}{nr_{D}^{3}}}\to 0} газ хоть и становится идеальным, но корреляции, затухая, захватывают всё большее количество частиц.
При решении уравнения Пуассона авторы теории заменили экспоненциальное распределение ионов степенным рядом, используя только два его члена. Поэтому теория Дебая – Хюккеля пригодна только для малых концентраций—намного меньших чем 1 моль/л. Некоторые авторы из теоретических соображений полагают она пригодна до концентрации 0.001 моль/л, а другие на основании экспериментальных данных считают, что её можно применять до 0.015
моль/л.
Основной недостаток теории – замена ионов точечными зарядами. В таком случае все ионы одной и той же валентности должны иметь одинаковые свойства, что противоречит действительности.
Онсагер в 1926 году, предложил использовать эту теорию для расчета эквивалентной электропроводности электролита {\displaystyle \lambda }. Невозможность получения индивидуальной характеристики ионов по этой теории Онсагер обошел, используя экспериментальные значения эквивалентных электропроводностей при бесконечном разбавлении иона  не только для определения первоначальной точки отсчета, но и для учета влияния ионов при изменении концентрации.
Идея Онсагера легла в основу многих работ, в которых уточнялись зависимости {\displaystyle \lambda } путём значительного усложнения расчетных формул, но всегда с использованием экспериментального значения электропроводностей при бесконечном разбавлении иона. Последняя формула Фуосса (1968 год) по его утверждению пригодна до концентрации 0.1 моль/л. Учитывая, что при такой концентрации теория Дебая – Хюккеля непригодна, формулу Фуосса следует считать сложной эмпирической  формулой.    
В заключение, следует указать, чего не хватает теории Дебая–Хюккеля, чтобы она была пригодна для определения характеристик электролитов.    
1.  Теория Дебая–Хюккеля рассматривает ионы  как точечные заряды. По этой теории все ионы одной валентности идентичны. В действительности, радиус иона отражает его индивидуальность, и величина радиуса иона определяет характеристику электролита.
Следует отметить, что согласно уравнениям теории Дебая-Хюккеля второго приближения, если радиус иона намного меньше радиуса ионной атмосферы, его учет  очень мало меняет основные формулы теории, и поэтому замена ионов на точечные заряды может считаться легитимной с точки зрения этой теории. Это условие соблюдается всегда у разбавленных электролитов, для которых считается применимой теория Дебая-Хюккеля. Следовательно, уточненная теория утверждает, что радиус иона не должен влиять на характеристики электролитов. Однако,согласно экспериментальным данным, радиус иона в основном определяет характеристики электролитов.
    2. Известно, что в результате взаимодействия энергии иона, определяемой его радиусом  {\displaystyle r_{i}}, с дипольными молекулами воды, к иону присоединяются {\displaystyle h} молекулы воды, образуя гидратированный ион радиусом {\displaystyle r_{ih}} . Чем меньше радиус иона, тем больше его энергия, и тем больше молекул воды {\displaystyle h}  присоединятся к нему. Поэтому самые маленькие ионы в результате гидратации превращаются в большие гидратированные ионы. Следовательно, гидратация коренным образом меняет параметры иона и поэтому  сильно влияет на характеристики электролитов. Её нельзя игнорировать при определении параметров электролитов, а теория Дебая-Хюккеля не учитывает последствия гидратации.
      Не удивительно, что ряд физиков считает теорию Дебая-Хюккеля непригодной для электролитов. Несмотря на это, она до сих пор приводится во многих учебниках и монографиях по электрохимии и физической химии в качестве основной теории электролитов. 